# Кеттревіль-сюр-Сьєнн
Кеттреві́ль-сюр-Сьєнн (фр. Quettreville-sur-Sienne) — муніципалітет у Франції, у регіоні Нормандія, департамент Манш. Населення — 3188 осіб (01.01.2021).
Муніципалітет розташований на відстані близько 280 км на захід від Парижа, 85 км на захід від Кана, 32 км на південний захід від Сен-Ло.

## Історія
До 2015 року муніципалітет перебував у складі регіону Нижня Нормандія. Від 1 січня 2016 року належить до нового об'єднаного регіону Нормандія.
1 січня 2016 року до Кеттревіль-сюр-Сьєнн приєднали колишній муніципалітет Іанвіль.
1 січня 2019 року до Кеттревіль-сюр-Сьєнн приєднали колишні муніципалітети Контрієр, Геебер, Ерангервіль і Треллі.

## Демографія
Динаміка населення (INSEE ):
Розподіл населення за віком та статтю (2006):
| Стать | Всього | До 15 років | 15-24 | 25-44 | 45-64 | 65-85 | Понад 85 |
| --- | ------ | ----------- | ----- | ----- | ----- | ----- | -------- |
| Чоловіки | 693    | 148         | 54    | 191   | 183   | 113   | 4        |
| Жінки | 693    | 140         | 58    | 160   | 192   | 112   | 31       |
| \| Статево-вікова піраміда \| Статево-вікова піраміда \| Статево-вікова піраміда \| \| ----------------------- \| ----------------------- \| ----------------------- \| \| Чоловіки \| Вік \| Жінки \| \| 4 \| 85 + \| 31 \| \| 12 \| 80-84 \| 23 \| \| 27 \| 75-79 \| 47 \| \| 35 \| 70-74 \| 23 \| \| 39 \| 65-69 \| 19 \| \| 35 \| 60-64 \| 39 \| \| 51 \| 55-59 \| 51 \| \| 58 \| 50-54 \| 51 \| \| 39 \| 45-49 \| 51 \| \| 51 \| 40-44 \| 23 \| \| 62 \| 35-39 \| 47 \| \| 51 \| 30-34 \| 51 \| \| 27 \| 25-29 \| 39 \| \| 31 \| 20-24 \| 35 \| \| 23 \| 15-20 \| 23 \| \| 43 \| 10-14 \| 35 \| \| 54 \| 5-9 \| 58 \| \| 51 \| 0-4 \| 47 \| |        |             |       |       |       |       |          |
| Статево-вікова піраміда |        |             |       |       |       |       |          |
| Чоловіки | Вік    | Жінки       |       |       |       |       |          |
| 4 | 85 +   | 31          |       |       |       |       |          |
| 12 | 80-84  | 23          |       |       |       |       |          |
| 27 | 75-79  | 47          |       |       |       |       |          |
| 35 | 70-74  | 23          |       |       |       |       |          |
| 39 | 65-69  | 19          |       |       |       |       |          |
| 35 | 60-64  | 39          |       |       |       |       |          |
| 51 | 55-59  | 51          |       |       |       |       |          |
| 58 | 50-54  | 51          |       |       |       |       |          |
| 39 | 45-49  | 51          |       |       |       |       |          |
| 51 | 40-44  | 23          |       |       |       |       |          |
| 62 | 35-39  | 47          |       |       |       |       |          |
| 51 | 30-34  | 51          |       |       |       |       |          |
| 27 | 25-29  | 39          |       |       |       |       |          |
| 31 | 20-24  | 35          |       |       |       |       |          |
| 23 | 15-20  | 23          |       |       |       |       |          |
| 43 | 10-14  | 35          |       |       |       |       |          |
| 54 | 5-9    | 58          |       |       |       |       |          |
| 51 | 0-4    | 47          |       |       |       |       |          |

## Економіка
2010 року серед 879 осіб працездатного віку (15—64 років) 650 були активними, 229 — неактивними (показник активності 73,9%, у 1999 році було 67,8%). З 650 активних мешканців працювало 605 осіб (320 чоловіків та 285 жінок), безробітними було 45 (20 чоловіків та 25 жінок). Серед 229 неактивних 47 осіб було учнями чи студентами, 113 — пенсіонерами, 69 були неактивними з інших причин.

У 2010 році в муніципалітеті числилось 600 оподаткованих домогосподарств, у яких проживали 1456,5 особи, медіана доходів виносила 17 393 євро на одного особоспоживача